# VP Records
VP Records ist ein amerikanisches Independent-Label und gilt als eines der größten und bedeutendsten Labels, das auf Reggae-Musik spezialisiert ist. Neben dem ganzen Spektrum des Reggae von Roots bis Dancehall ist mit Soca und Calypso daneben auch andere karibische Musik im Programm.

## Unternehmensgeschichte
Die Buchstaben VP sind die Initialen des Firmengründers Vincent „Randy“ Chin und seiner Frau Patricia. Die Chins waren Mitte der 1970er Jahre von Jamaika nach New York ausgewandert und hatten dort 1979 zunächst in Jamaica im Stadtteil Queens einen Plattenladen namens VP Records eröffnet. Das Unternehmerehepaar hatte bereits Erfahrung im Musikgeschäft, auf Jamaika hatten sie Randy's Record Shop betrieben, ebenfalls einen Plattenladen, aus dem sich später ein kleines Musiklabel mit eigenem Aufnahmestudio entwickelt hatte. In New York begannen sie zwar von Anfang an auch als Musikproduzenten, aber sie konzentrierten das Geschäft auf den Import karibischer Musik und den Vertrieb in Nordamerika. Sie hatten Erfolg, ihr Unternehmen wuchs im Laufe der 1980er Jahre und gewann eine führende Position im Vertrieb jamaikanischer Musik in den USA und Kanada.
1993 erweiterten die Chins ihre Geschäfte und gründeten das eigentliche Musiklabel VP Records. Mit Künstlern wie Shabba Ranks, Super Cat, Beres Hammond, Luciano und Sizzla waren früh einige bekannte Namen des Reggae bei VP Records.
2002 schloss VP eine langfristige geschäftliche Allianz mit dem Major-Label Atlantic Records, durch die VP Records Zugang zu den Vertriebswegen und der weltweiten Promotion des Major-Labels bekam. Ebenfalls eng verknüpft mit dem in der Folge weiter immens wachsenden geschäftlichen Erfolg von VP Records sind die Musiker-Karrieren von Beenie Man und Sean Paul und deren Aufstieg zu Weltstars. Das durch die Kombination entstandene Potential zeigte sich am Beispiel des von VP gemeinsam mit Atlantic Records produzierten und vermarkteten Albums Dutty Rock von Sean Paul. Das Album und die daraus ausgekoppelten Singles, wie etwa Gimme the Light und Like Glue, feierten internationale Charterfolge und Dutty Rock gewann den Grammy als Best Reggae Album für das Jahr 2003.
VP Records wurde vom Billboard-Magazin mehrfach als Best Independent Label und als Best Reggae Imprint Label ausgezeichnet.
Neben Reggae Gold, der bekanntesten Reihe von Compilations von VP Records, sind mit Strictly the Best, Dancehall 101 und der Reggae-Anthology-Serie weitere regelmäßig erscheinende Reggae- und Dancehall-Compilations im Programm.
Anfang 2008 wuchs VP Records durch den Kauf von Greensleeves Records, eines bekannten britischen Reggae-Labels, weiter an, und VP hat sich damit wohl international als größtes und bedeutendstes Reggae-Label etabliert.
Die Leitung der Geschäfte ist dabei immer in Familienhand geblieben. Nachdem sich Vincent Chin seit Anfang der 2000er Jahre schrittweise in den Ruhestand zurückgezogen hatte, bevor er im Jahr 2003 starb, überließ er die Führung des Unternehmens seiner Frau Patricia und seinen Söhnen Randy und Clive Chin.

## Musiker
VP Records hat bzw. hatte unter anderem folgende Künstler unter Vertrag:
- Alborosie
- Beenie Man
- Beres Hammond
- Bounty Killer
- Buju Banton
- Busy Signal
- Capleton
- Cocoa Tea
- Dennis Brown
- Elephant Man
- Freddie McGregor
- Garnett Silk
- Jah Cure
- Junior Kelly
- Lady Saw
- Luciano
- Mad Cobra
- Marcia Griffiths
- Mavado
- Morgan Heritage
- Mr. Vegas
- Richie Spice
- Sean Paul
- Shabba Ranks
- Shaggy
- Sizzla
- Spice
- Super Cat
- T.O.K.
- Tanto Metro & Devonte
- Tanya Stephens
- Warrior King
- Wayne Wonder
- Yellowman